# 291-я гвардейская артиллерийская бригада
291-я гвардейская артиллерийская бригада (291 гв. абр, в/ч 64670) — тактическое соединение Сухопутных войск Российской Федерации.
Соединение находится в составе 58-й общевойсковой армии Южного военного округа. Пункт постоянной дислокации с 2011 года — станица Троицкая в Республике Ингушетия, до этого бригада располагалась в г. Майкоп.

## История
Предшественником 291-й бригады является 103-я гаубичная артиллерийская бригада большой мощности (103-я габр БМ) времён Великой Отечественной войны. 291-я бригада наследует Боевое знамя, исторический формуляр, награды и боевую славу этого соединения РККА.
В 1975 году 103-я гаубичная артиллерийская бригада большой мощности переформирована в 291-ю пушечную артиллерийскую бригаду Северо-Кавказского военного округа.
В 2011 году бригада передислоцирована из Майкопа в станицу Троицкая в Республике Ингушетия.
В 2022 году участвовал во вторжении России на Украину, зайдя на территорию Украины из Крыма, участвовала в боях в Херсонской области. По данным украинских источников, подразделения бригады обстреливали город Николаев
09 мая 2023 года бригаде "за массовый героизм и отвагу, стойкость и мужество, проявленные личным составом бригады в боевых действиях по защите Отечества и государственных интересов в условиях вооружённых конфликтов", Указом Президента Российской Федерации присвоено почётное наименование «гвардейская».

## Мемориал в память воинам-артиллеристам
В течение 4-х месяцев в 2015 г. силами военнослужащих артиллерийского соединения был возведён мемориал в память воинам-артиллеристам. Центром архитектурного ансамбля является легендарная 76-мм дивизионная пушка образца 1942 года (ЗИС-3), получившая прозвище «орудие победы». Пушка находится в числе образцов оружия, сыгравших особую роль в победах на фронтах Великой Отечественной войны, являясь основой артиллерийского вооружения Рабоче-крестьянской Красной армии. Именно о ней с уважением и благодарностью неоднократно вспоминают ветераны войны, которые видели мощь и эффективность этого орудия в боях, не раз поддержавшего советские войска огнём в обороне и наступлении. Мемориал был открыт 22 июня 2015 года.

## Состав
На 2022 год в составе бригады находились:
- Управление бригады
- 1-й гаубичный самоходный артиллерийский дивизион
- 2-й гаубичный самоходный артиллерийский дивизион
- Пушечный самоходный артиллерийский дивизион
- Реактивный артиллерийский дивизион
- Самоходный миномётный дивизион
- Противотанковый дивизион
- Разведывательный артиллерийский дивизион
- Батарея управления
- Инженерный сапёрный взвод
- Взвод радиационной, химической и биологической разведки
- Взвод обслуживания и ремонта
- Рота материального обеспечения
- Медицинский пункт
- Оркестр

## Командиры
- Полковник Поздняков Николай Дмитриевич с 1992 г. по 1998 г.
- Полковник Воротило Валерий Григорьевич с 1998 г. по 2007 г.
- Полковник Кравец Сергей Васильевич с 2007 г. по 2008 г.
- Полковник Оплеснин Олег Викторович с 2008 г. по 2010 г.
- Полковник Коробов Александр Александрович с 2010 г. по 2012 г.
- Полковник Казаков Сергей Вячеславович с 2012 г. по 2015 г.
- Полковник Смелов Алексей Павлович с 2015 г. по 2019 г.
- Подполковник Тихонов Александр Михайлович с 2019 г. — по н. в.

## Галерея
- Полевые занятия бригады на полигоне Тарское в Северной Осетии. 11 марта 2020 года
- 9П140
- 2С7
- 2С7
- 2С4